# Lars Rosenberg
Lars Rosenberg (ur. 2 lutego 1971) – szwedzki gitarzysta basowy. 
Występował w zespołach Therion (1994-1996), Entombed (1990–1995), Serpent, Mental Distortion i Furcas, był także gitarzystą i wokalistą formacji Carbonized oraz Monastery.